# San Bernardo Mixtepec
San Bernardo Mixtepec är en kommunhuvudort i Mexiko.   Den ligger i kommunen San Bernardo Mixtepec och delstaten Oaxaca, i den sydöstra delen av landet, 400 km sydost om huvudstaden Mexico City. San Bernardo Mixtepec ligger 1 651 meter över havet och antalet invånare är 2 727.
Terrängen runt San Bernardo Mixtepec är huvudsakligen lite bergig. San Bernardo Mixtepec ligger nere i en dal. Runt San Bernardo Mixtepec är det ganska tätbefolkat, med 67 invånare per kvadratkilometer. Närmaste större samhälle är San Pablo Huixtepec, 12,5 km öster om San Bernardo Mixtepec. I omgivningarna runt San Bernardo Mixtepec växer huvudsakligen savannskog.